# Aiguillette de Menton
Espèce
Synonymes
- Caziotia bourguignatiana, Nevill, 1880[1]
- Megalacme bourguignatiana, Nevill, 1880[1]
- Pleuracme bourguignatiana, Nevill, 1880[1]

Statut de conservation UICN

 CR B1ab(iii)+2ab(iii) : 
En danger critique
L’Aiguillette de Menton (Renea bourguignatiana) est une espèce de mollusques gastéropodes terrestres de la famille des Aciculidae. Elle possède un opercule qui permet de fermer sa coquille lorsque l'animal s'y rétracte.

## Répartition, habitat
L'Aiguillette de Menton est endémique de la zone frontalière entre l'Italie et la France, dans le département des Alpes-Maritimes et la Province d'Imperia, entre Monaco, Menton et Ventimiglia. Elle vit au sol dans la litière de feuilles des forêts méditerranéennes humides de feuillus à feuilles caduques, principalement sous le lierre.

## Menaces
Depuis 2010, l'Aiguillette de Menton est passée de la catégorie espèce vulnérable à espèce en danger critique d'extinction par l'IUCN. Les principaux critères retenus sont que la zone d'occupation est très faible puisque l'espèce se situe dans une superficie de 8 km2 et sa zone d'occurrence est bien inférieure à 10 km2. De plus, son habitat est menacé par l'urbanisation et les plantes invasives.

## Protection
L'Aiguillette de Menton est protégée au niveau national par l'article 4 de l'Arrêté du 23 avril 2007 fixant les listes des mollusques protégés sur l'ensemble du territoire et les modalités de leur protection.